# Villamalur
Villamalur település Spanyolországban, Castellón tartományban. Villamalur Alcúdia de Veo, Ayódar, Matet, Pavías, Sueras és Torralba del Pinar községekkel határos. Lakosainak száma 97 fő (2024).

## Népesség
A település népessége az elmúlt években az alábbi módon változott:
| Lakosok száma | 127  | 108  | 100  | 92   | 102  | 75   | 68   | 62   | 92   | 97   |
|               | 2001 | 2004 | 2006 | 2009 | 2011 | 2014 | 2016 | 2019 | 2021 | 2024 |